# أنطيوخوس الثاني عشر

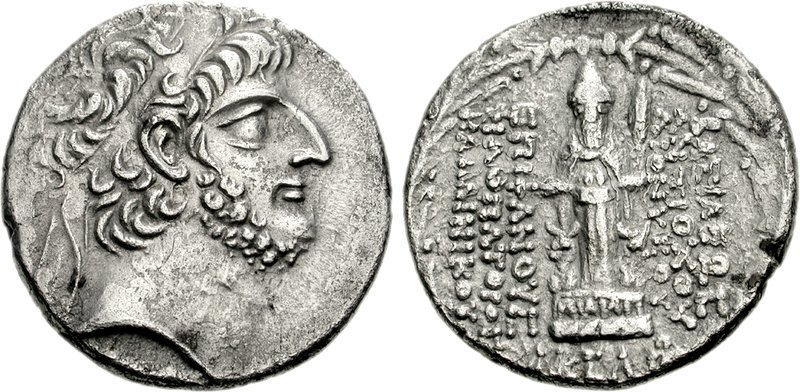
أنطيوخوس الثاني عشر

أنطيوخوس الثاني عشر حاكم المملكة السلوقية حكم (87 ق.م - 84 ق.م) كان الابن الخامس أنطيوخوس الثامن وتريفانيا.
خلف أخوه ديميتريوس الثالث في حكم المناطق الجنوبية للدولة السلوقية(دمشق وما يحيطها)، أنطيوخوس حصل على الدعم من القوى البطلمية
و كان آخر حاكم ذو سمعة عسكرية ولو على نطاق محلي، قام بعدة غارات على السلالة الحشمونية في فلسطين والذين كونوا مملكتهم اليهودية
هناك، كما قام بحملة ضد مملكة الأنباط ولكنه حسر في المعركة وقتل على يد جندي عربي ، بعد ذلك تمكن الأنباط من الاستيلاء على دمشق.